# ريغي ووكر
ريغي ووكر (بالإنجليزية: Reggie Walker)‏ هو لاعب كرة قدم أمريكية أمريكي، ولد في 15 ديسمبر 1986 في فيربانكس في الولايات المتحدة.

## وصلات خارجية
- ريغي ووكر على موقع مرجع كرة القدم المحترفة.كوم (الإنجليزية)